# John Bell Hatcher
John Bell Hatcher (11 d'octubre, 1861 – 3 de juliol, 1904) fou un paleontòleg i caçador de fòssils conegut principalment pel seu descobriment del torosaure.